# Róża (powiat nowotomyski)
Róża – wieś w Polsce położona w województwie wielkopolskim, w powiecie nowotomyskim, w gminie Nowy Tomyśl.

## Historia
Miejscowość pierwotnie była związana z Wielkopolską. Istnieje co najmniej od początku XVI wieku. Po raz pierwszy odnotowana została w łacińskim dokumencie z 1508 gdzie zapisano ją pod nazwą "Roza", 1510 "Rosza", 1510 "Rosa".
Początkowo wieś była własnością szlachecką należącą do wielkopolskiej szlachty z lwowskiej linii rodu Ostrorogów herbu Nałęcz noszących odmiejscowe nazwisko Lwowskich przyjęte od nazwy miasta Lwówek. W 1508 Róża leżała w powiecie poznańskim województwa poznańskiego w Koronie Królestwa Polskiego w parafii Wytomyśl.
W 1510 dziedzicami we wsi byli Ostrorogowie Lwowscy. W latach 1538-1570 odnotowano pomiędzy Ostrorogami Lwowskimi podziały dóbr lwóweckich. W 1538 Urszula Sierpska wdowa po Marcinie oraz jej syn Stanisław otrzymali m.in. Różę. W 1545 jej syn Stanisław otrzymał m.in. 4 półłanki, dwóch zagrodników oraz połowę sołectwa w Róży, a jego brat stryjeczny Wojciech syn Jerzego Lwowskiego otrzymał w podziale majątku 7 półłanków osiadłych, 3 zagrody i połowę sołectwa we wsi. W 1570, syn Wojciecha, Krzysztof Lwowski otrzymał m.in. Różę. W 1580 Marcin Lwowski, drugi syn Wojciecha, został wprowadzony w posiadanie m.in. wsi Róża, którą zakupił wraz z innymi dobrami od Anny Sieniawskiej, córki Marcina Lwowskiego oraz Anny z Sierpca, oraz od jej synów Prokopa i Marcina. W latach 1580-1583 właścicielem we wsi był wspomniany Marcin.
Miejscowość odnotowały także historyczne rejestry podatkowe dzięki, którym znamy stosunki własnościowe we wsi. W 1508 miał miejsce pobór podatków we wsi od 10 półłanków oraz trzy grosze od karczmy. W 1509 pobrano podatki od 10 półłanków, jednego łana sołtysa oraz 3 grosze od miejscowej karczmy. W 1510 w Rózy było 5 łanów, karczma, 4 zagrodników, jeden łan sołecki. W 1510 na podstawie relacji panów z Lwówka: "wieś Róża nie zapłaciła poboru, ponieważ grad zniszczył zboże". W 1563 miał miejsce pobór od 5 łanów, jednego łana sołeckiego oraz od karczmy dorocznej. W 1577 miał miejsce kolejny pobór ze wsi ale nie wyszczególniono opłat. W 1580 dziedzic we wsi Marcin Lwowski zapłacił pobór od 8 półłanków, dwóch półłanków opuszczonych, 4 zagrodników, 5 komorników, jednego kołodzieja, połowy łana karczmarskiego oraz jednego łana sołeckiego. W 1583 płatnikiem poboru ze wsi był Marcin Lwowski.
Wieś  szlachecka położona była w 1580 roku w powiecie poznańskim województwa poznańskiego w Rzeczypospolitej Obojga Narodów. Wskutek II rozbioru Polski w 1793, miejscowość przeszła pod władanie Prus i jak cała Wielkopolska znalazła się w zaborze pruskim..
Pod zaborami w okresie Wielkiego Księstwa Poznańskiego (1815-1848) miejscowość wzmiankowana jako Róża należała do wsi większych w ówczesnym powiecie bukowskim, który dzielił się na cztery okręgi (bukowski, grodziski, lutomyślski oraz lwowkowski). Róża należała do okręgu lutomyślskiego i stanowiła część rozległego majątku Tomyśl stary, którego właścicielem był wówczas Hangsdorf. W skład majątku Tomyśl stary wchodziło łącznie 13 wsi. Według spisu urzędowego z 1837 roku Róża liczyła 131 mieszkańców i 12 dymów (domostw).
W latach 1975–1998 miejscowość położona była w województwie poznańskim.
We wsi znajduje się krzyż z drewnianą rzeźbą Ukrzyżowanego z XIX w.